# Andrena pandellei
Andrena pandellei är en biart som beskrevs av Pérez 1895. Andrena pandellei ingår i släktet sandbin, och familjen grävbin. Inga underarter finns listade i Catalogue of Life.